# Hyrule
Hyrule är ett fiktivt land som förekommer i The Legend of Zelda, en TV-spelsserie utvecklad av Nintendo under ledning av Shigeru Miyamoto.

## Hyrule i spelserien
Landet Hyrule förekom första gången i det första spelet The Legend of Zelda, släppt 1986 till Nintendo Entertainment System. I detta spel gick huvudkaraktären Link i olika områden och miljöer genom nio grottor. Många av miljöerna inspirerades av när Shigeru Miyamoto i sin barndom brukade utforska de grottor och skogar som fanns i området där han bodde.
Senare i Zeldaserien (som kommit till NES, Game Boy, SNES, Nintendo 64, Game Boy Color, Nintendo Gamecube och Game Boy Advance) är karaktärerna och mysteriena i landet Hyrule mer förklarade. Även om The Legend of Zelda var det första spelet som utspelade sig i landet så var det inte den första kronologiskt sett.

### Fotnoter
1. ↑  Michael Arbeiter (1 april 2015). ”15 Things You Might Not Know About 'The Legend of Zelda'”. Mental Floss. http://mentalfloss.com/article/62244/15-things-you-might-not-know-about-legend-zelda. Läst 15 juli 2016.